# AQUOS Xx3
AQUOS Xx3（アクオス ダブルエックススリー）は、シャープによって開発された、SoftBankの第3.9世代移動通信システム、Hybrid 4G LTE（SoftBank 4G／SoftBank 4G LTE）端末である。SoftBank スマートフォンシリーズのひとつ。OSはAndroid 6.0を搭載している。ソフトウェア更新でAndroid 7.0に、2018年6月4日より、Android 8.0に更新可能。モデル番号は506SH。

## 概要
AQUOS Xx2の後継機種で、同社がホンハイ傘下に入ってから初のスマートフォンとなる。
従来のAQUOSシリーズは三辺狭額縁構造となっていたが、デザインを一新し、一般的なスマートフォンと同じラウンドフォルムを採用している。
キャッチコピーは「高画質・スタミナ・健康サポートAIを備えた快適AQUOS」。

## その他機能
| 主な対応サービス       | 主な対応サービス               | 主な対応サービス             | 主な対応サービス                                    |
| ---------------------- | ------------------------------ | ---------------------------- | --------------------------------------------------- |
| タッチパネル           | FHD ハイスピードIGZO 5.3インチ | フルブラウザ                 | Hybrid 4G LTE (SoftBank 4G／SoftBank 4G LTE) /VoLTE |
| バッテリー容量 3000mAh | テザリング                     | WiFi                         | GPS                                                 |
| 2260万画素カメラ       | ワンセグ／フルセグ             | デジタルオーディオプレーヤー | おサイフケータイ／NFC                               |
| Bluetooth              | 赤外線通信                     | 緊急速報メール               | 防水／防塵                                          |

## 歴史
- 2016年
  - 5月11日 - ソフトバンクより公式発表。
  - 6月7日 - ソフトバンクより発売日を発表。
  - 6月10日 - 発売開始。